# Voodoo 1
La 3dfx Voodoo Graphics (anche conosciuta come Voodoo 1) è una scheda video prodotta da 3dfx, una delle più importanti ed influenti in fatto di evoluzione tecnologica e rendering in computer grafica 3D.

## Storia
La Voodoo1 è entrata in commercio nell'agosto del 1996, ed è stata il primo acceleratore grafico basato su chipset Voodoo Graphics in grado di garantire un rendering in computer grafica 3D piuttosto avanzato, con l'aggiunta di effetti grafici a quel tempo ancora poco noti. In quel periodo 3dfx non contava su una produzione interna di schede video e doveva affidarsi su costruttori esterni per la loro realizzazione.
Questa scheda video gestiva un mesh poligonale con una serie di effetti grafici applicabili fra i quali texture mapping con filtri, gestione delle MIP map ed ottimizzazione per Z-buffer. La risoluzione massima supportata era di 800×600 a 16 bit per pixel senza Z-buffer, oppure 640×480 a 16 bit per pixel con Z-buffer. La Voodoo 1 non gestiva alcun calcolo geometrico sulle primitive, ma rasterizzava i poligoni sfruttando i dati calcolati dalla CPU, tramite comunicazione con Peripheral Component Interconnect. La scheda è stata concepita per essere supportata da Windows 95 e Windows NT 3.51, con il funzionamento per DirectX e OpenGL.
Essendo proiettata al futuro, all'epoca, una delle critiche rivolte alla Voodoo 1 era quella di non poter supportare il rendering 2D o 2.5D, rendendola incompatibile con giochi come Doom o Duke Nukem 3D. Tuttavia uno dei fattori del grande successo della 3dfx Voodoo 1, è stato proprio lo sparatutto in prima persona di id Software, Quake, nel 1996, sorretto dal Quake engine; non a caso uno dei primi motori grafici in computer grafica 3D.

## Caratteristiche tecniche e di performance

### Tecniche[1][2]
- Clock a  50 MHz
- 4 MB di RAM dedicata (2 MB per framebuffer / 2 MB per texture mapping)
- Bus a 64 bit
- 1 milione di transistors

### Performance[1][2]
- Rendering grafico di picco pari a 45 milioni di pixel al secondo
- Rendering pari a 550.000 triangoli con texture mapping applicato
- Correzione sub-pixel
- Gouraud shading
- Antialiasing
- Z-buffer
- Supporto MIP map